# Consulta popular de Ecuador de 2023
La consulta popular de Ecuador de 2023 fue un proceso electoral que se realizó el domingo 20 de agosto de 2023 en Ecuador (el mismo día que elecciones presidenciales y legislativas), para prohibir explotación petrolera en Parque nacional Yasuní.

## Campaña electoral

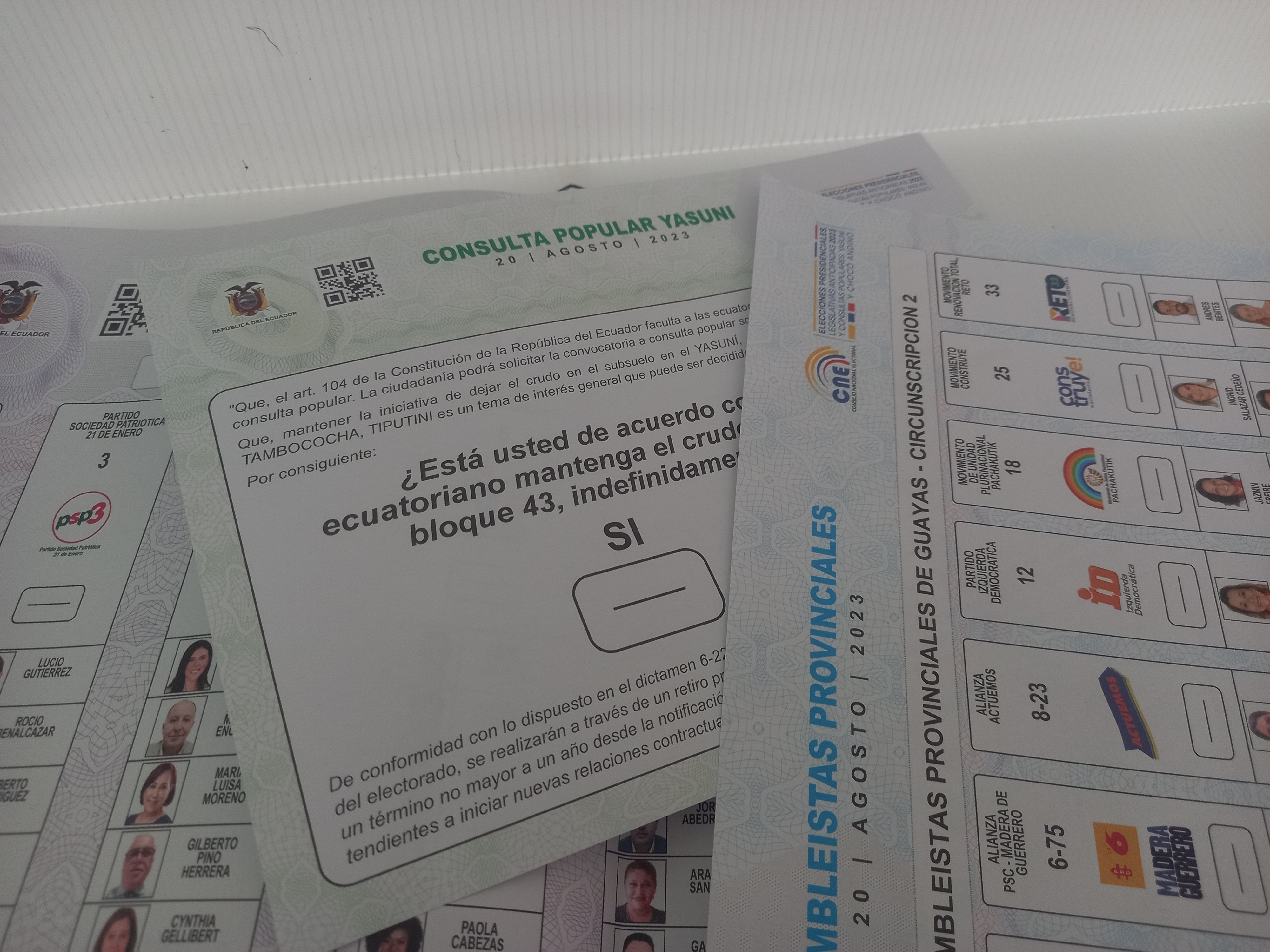
Papeleta de la Consulta por el Yasuní

Las posturas que han presentado las diversas organizaciones políticas y sociales son las siguientes:
| Campaña por el Sí - Partido Unidad Popular - Partido Socialista Ecuatoriano - Democracia Sí - Unión Nacional de Educadores - Unión General de Trabajadores del Ecuador - Unión Nacional de Educadores - Confederación de Nacionalidades Indígenas del Ecuador | Campaña por el No - Movimiento AMIGO - Confederación Intercultural de Pueblos y Nacionalidades del Ecuador Amaru |

## Encuestas
| Fecha      | Fuente                 | Muestra | SÍ  | NO  |
| ---------- | ---------------------- | ------- | --- | --- |
| 06/07/2023 | Comunicaliza           | 3.314   | 31% | 21% |
| 02/07/2023 | Informe Confidencial   | -       | 52% | 37% |
| 26/06/2023 | Negocios & Estrategias | 3.524   | 40% | 33% |